# 西工街道
西工街道，是中华人民共和国河南省洛陽市西工区下辖的一个乡镇级行政单位。

## 行政区划
西工街道下辖以下地区：
体育场路社区、市府院社区、市委院社区、光明社区、五环社区和零一四中心社区。